# تقييم التكنولوجيا الصحية
تقييم التكنولوجيا الصحية هو التقييم المنهجي لخصائص وتأثيرات التكنولوجيا الصحية، ويعالج الآثار المباشرة والمقصودة لهذه التكنولوجيا، فضلاً عن عواقبها غير المباشرة وغير المقصودة، ويهدف بشكل رئيسي إلى إعلام عملية صنع القرار فيما يتعلق بالتقنيات الصحية. لديها تعريفات أخرى بما في ذلك «طريقة تجميع الأدلة التي تأخذ في الاعتبار الأدلة المتعلقة بالفعالية السريرية والسلامة وفعالية التكلفة، وعندما تطبق على نطاق واسع، تشمل الجوانب الاجتماعية والأخلاقية والقانونية لاستخدام التقنيات الصحية. يعتمد التوازن الدقيق لهذه المدخلات على الغرض من جميع التقييمات التكنولوجية الصحية. أحد الاستخدامات الرئيسية لـتقييم التكنولوجيا الصحية هو إبلاغ قرارات السداد والتغطية من قبل شركات التأمين والأنظمة الصحية الوطنية، وفي هذه الحالة يجب أن يتضمن تقييم التكنولوجيا الصحية تقييمًا لضرر الفوائد والتقييم الاقتصادي». و«عملية متعددة التخصصات تلخص المعلومات حول الخدمات الطبية والاجتماعية والقضايا الاقتصادية والأخلاقية المتعلقة باستخدام التكنولوجيا الصحية بطريقة منهجية وشفافة وغير متحيزة وقوية. والهدف منه هو إعلام صياغة سياسات صحية آمنة وفعالة تركز على المريض وتسعى إلى تحقيق أفضل قيمة. على الرغم من أهداف سياستها، يجب أن يكون تقييم التكنولوجيا الصحية متجذرًا دائمًا في البحث والمنهج العلمي».

## الهدف
يهدف تقييم تكنولوجيا الصحة إلى توفير جسر بين عالم البحث وعالم صنع القرار. يعد تقييم التكنولوجيا الصحية مجالًا نشطًا دوليًا وقد شهد نموًا مستمرًا تعززه الحاجة إلى دعم القرارات الإدارية والسريرية والسياسات. وقد تم تطويره أيضًا من خلال تطور الأساليب التقييمية في العلوم الاجتماعية والتطبيقية، بما في ذلك علم الأوبئة السريري واقتصاديات الصحة. أصبحت قرارات السياسة الصحية ذات أهمية متزايدة حيث أن تكاليف الفرصة البديلة من اتخاذ قرارات خاطئة تستمر في النمو. يستخدم تقييم التكنولوجيا الصحية الآن أيضًا في تقييم التقنيات الطبية المبتكرة مثل الطب عن بعد، على سبيل المثال عن طريق استخدام النموذج لتقييم الطب عن بعد.
يمكن تعريف التكنولوجيا الصحية على نطاق واسع على النحو التالي:
أي تدخل يمكن استخدامه لتعزيز الصحة أو للوقاية من المرض أو تشخيصه أو علاجه أو لإعادة التأهيل أو الرعاية طويلة الأمد. وهذا يشمل الأدوية والأجهزة والإجراءات والأنظمة التنظيمية المستخدمة في الرعاية الصحية.

## التاريخ
يمكن رؤية نمو تقييم التكنولوجيا الصحية دوليًا في العضوية المتزايدة للشبكة الدولية لوكالات تقييم تكنولوجيا الصحة، وهي منظمة جامعة غير ربحية تأسست في عام 1993.   تنتسب المنظمات والأفراد المشاركون في أبحاث تقييم التكنولوجيا الصحية أيضًا إلى مجتمعات مثل الجمعيات الدولية ل التقييم التكنولوجي الصحي والجمعية الدولية لأبحاث اقتصاديات الدواء ونتائجها. كما يتم تقديم برنامج الماجستير الدولي في تقييم وإدارة تكنولوجيا الصحة.

## تقييم تكنولوجيا الصحة حسب الدولة

### المملكة المتحدة
يدير المعهد الوطني للمملكة المتحدة للبحوث الصحية العديد من البرامج البحثية التي يمكن اعتبارها تقع في مجال تقييم تكنولوجيا الصحة. من الجدير بالذكر هو برنامج تقييم تكنولوجيا الصحة، أطول فترة تشغيل، والتي تتولى كلا من تقييم تكنولوجيا الصحة التقليدي في شكل توليف ونمذجة الأدلة، وتوليد الأدلة مع مجموعة كبيرة من المضبوطة البراغماتية والدراسات الأترابية

أيضًا في المملكة المتحدة، يقوم التقييم متعدد التخصصات لمركز التكنولوجيا للرعاية الصحية بإجراء تقييم التكولوجيا الصحية بالتعاون مع الخدمات الصحية وهيئة الخدمات الصحية الوطنية والعديد من الشركاء الصناعيين. تم التنظيم في أربعة موضوعات تتناول مواضيع تقييم التكولوجيا الصحية الرئيسية بما في ذلك اقتصاديات الصحة وأدوات الصناعة واحتياجات المستخدمين وسلسلة التوريد.

### كندا
لدى كندا أيضًا هيئة لتقييم تكنولوجيا الصحة تسمى الوكالة الكندية للأدوية والتكنولوجيات في الصحة 